# Алі Абдо
Алі Абдо (англ. Ali Abdo; нар. 2 травня 1981, Мельбурн) — австралійський борець вільного та греко-римського стилів, шестиразовий чемпіон Океанії — дворазовий з греко-римської та чотириразовий з вільної, бронзовий призер чемпіонату Співдружності з вільної та греко-римської боротьби, учасник трьох Олімпійських ігор — двічі змагався в турнірі з вільної і один раз з греко-римської боротьби.

## Життєпис
Боротьбою почав займатися з 1993 року.
Виступав за спортивні клуби «Footscray» та «Hawthorn» з Мельбурна. Тренер — Сем Паркер (з 1992).

## Спортивні результати на міжнародних змаганнях

### Виступи на Олімпіадах
| Змагання                    | Збірна    | Вагова категорія                 | Місце |
| --------------------------- | --------- | -------------------------------- | ----- |
| Літні Олімпійські ігри 2000 | Австралія | греко-римська боротьба, до 69 кг | 19    |
| Літні Олімпійські ігри 2004 | Австралія | вільна боротьба, до 74 кг        | 20    |
| Літні Олімпійські ігри 2008 | Австралія | вільна боротьба, до 74 кг        | 20    |

### Виступи на Чемпіонатах світу
| Змагання                        | Збірна    | Вагова категорія          | Місце |
| ------------------------------- | --------- | ------------------------- | ----- |
| Чемпіонат світу з боротьби 1999 | Австралія | вільна боротьба, до 69 кг | 23    |
| Чемпіонат світу з боротьби 2007 | Австралія | вільна боротьба, до 74 кг | 23    |

### Виступи на Чемпіонатах Океанії
| Змагання                          | Збірна    | Вагова категорія                 | Місце  |
| --------------------------------- | --------- | -------------------------------- | ------ |
| Чемпіонат Океанії з боротьби 1998 | Австралія | вільна боротьба, до 69 кг        | Золото |
| Чемпіонат Океанії з боротьби 2000 | Австралія | греко-римська боротьба, до 69 кг | Золото |
| Чемпіонат Океанії з боротьби 2007 | Австралія | вільна боротьба, до 74 кг        | Золото |
| Чемпіонат Океанії з боротьби 2008 | Австралія | вільна боротьба, до 74 кг        | Золото |
| Чемпіонат Океанії з боротьби 2012 | Австралія | греко-римська боротьба, до 84 кг | Золото |
| Чемпіонат Океанії з боротьби 2012 | Австралія | вільна боротьба, до 74 кг        | Золото |

### Виступи на Чемпіонатах Співдружності
| Змагання                                | Збірна    | Вагова категорія                 | Місце  |
| --------------------------------------- | --------- | -------------------------------- | ------ |
| Чемпіонат Співдружності з боротьби 2011 | Австралія | греко-римська боротьба, до 84 кг | Бронза |
| Чемпіонат Співдружності з боротьби 2011 | Австралія | вільна боротьба, до 84 кг        | Бронза |

### Виступи на Східноазійських іграх
| Змагання                 | Збірна    | Вагова категорія          | Місце |
| ------------------------ | --------- | ------------------------- | ----- |
| Східноазійські ігри 2001 | Австралія | вільна боротьба, до 69 кг | 5     |

### Виступи на інших змаганнях
| Змагання                                                       | Збірна    | Вагова категорія                 | Місце  |
| -------------------------------------------------------------- | --------- | -------------------------------- | ------ |
| Кубок п'яти континентів FILA 1998                              | Австралія | вільна боротьба, до 69 кг        | 9      |
| Олімпійський кваліфікаційний турнір з боротьби 2012 (Марракеш) | Австралія | вільна боротьба, до 74 кг        | Бронза |
| Олімпійський кваліфікаційний турнір з боротьби 2012 (Марракеш) | Австралія | греко-римська боротьба, до 84 кг | 8      |

### Виступи на змаганнях молодших вікових груп
| Змагання                                        | Збірна    | Вагова категорія          | Місце |
| ----------------------------------------------- | --------- | ------------------------- | ----- |
| Чемпіонат Океанії з боротьби серед юніорів 1995 | Австралія | вільна боротьба, до 63 кг | 4     |
| Чемпіонат світу з боротьби серед юніорів 1998   | Австралія | вільна боротьба, до 70 кг | 19    |
| Чемпіонат світу з боротьби серед юніорів 1999   | Австралія | вільна боротьба, до 69 кг | 14    |